# フランシス・ラッセル (第9代ベッドフォード公爵)

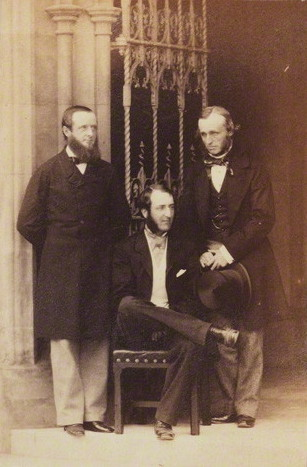
1860年、カミーユ・シルヴィによる写真。左から順に第9代ベッドフォード公爵、ロバート・キングスコート、ジョージ・レプトン。

第9代ベッドフォード公爵フランシス・チャールズ・ヘースティングズ・ラッセル（英語: Francis Charles Hastings Russell, 9th Duke of Bedford KG、1819年10月16日 – 1891年1月14日）は、イギリスの貴族、政治家。自由党に所属し、1847年から1872年まで庶民院議員を務めた。1886年、アイルランド自治をめぐり自由党の首相ウィリアム・グラッドストンと決裂、自由統一党に転じた。

## 生涯

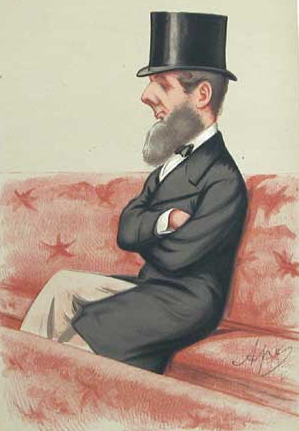
『バニティ・フェア』1874年7月11日号におけるカリカチュア、カルロ・ペレグリーニ画。

ジョージ・ウィリアム・ラッセル卿（第6代ベッドフォード公爵ジョン・ラッセルの息子）と妻エリザベス・アン（Elizabeth Anne、旧姓ロードン（Rawdon）、ジョン・セオフィラス・ロードン閣下の娘）の息子として、1819年10月16日に生まれ、1820年7月20日にメイフェアのカーゾン・ストリートで洗礼を受けた。
1838年8月28日、エンサイン（騎兵少尉）および中尉としての辞令を購入し、スコッツガーズに配属された。結婚を受けて、1844年7月ごろに陸軍から引退した。
1847年イギリス総選挙でホイッグ党（のち自由党）候補としてベッドフォードシャー選挙区から出馬、無投票で当選した。1852年イギリス総選挙でも無投票で再選、1857年イギリス総選挙では1,564票（得票数1位）、1859年イギリス総選挙では1,837票（得票数2位）で再選、1865年と1868年の総選挙では無投票で再選した。1872年5月27日に伯父の息子ウィリアムが死去すると、ベッドフォード公爵位を継承した。
1880年に王立農業協会会長に就任した。ウォバーンの領地で天然肥料の効用に関する実験を行い、面積90エーカーの農地を実験に使用した。また、サイレージや畜産に関する知識が豊富だった。
1883年時点でベッドフォードシャーに約32,300エーカーの、デヴォン州に22,600エーカーの、ケンブリッジシャーに18,800エーカーの、ノーサンプトンシャーに3,400エーカーの、ドーセット州に3,400エーカーの、バッキンガムシャーに3,000エーカーの、ハンティンドンシャーに1,300エーカーの、コーンウォールに1,200エーカーの、ハンプシャーに150エーカーの、ハートフォードシャーに100エーカーの領地を所有し、合計で年収約142,000ポンド（2019年時点の$14,407,367と同等）相当だった。ほかにもロンドン周辺に多くの不動産を所有した。ベッドフォードの町にジョン・バニヤンの像と公会堂を建て、デヴォン州のタヴィストックでの領地改良も進めたが、同時代の『パンチ』誌などはベッドフォード公爵がコヴェント・ガーデン周辺の領地をろくに管理していないとして批判した。
1880年12月1日、ガーター勲章を授与された。1884年4月16日から1891年に死去するまでハンティンドンシャー統監を務めた。1886年、アイルランド自治をめぐり自由党の首相ウィリアム・グラッドストンと決裂、自由統一党に転じた。
晩年に病気不安症を患い、さらに肺炎にかかっている最中に精神錯乱を起こし、1891年1月14日にイートン・スクエア81号で挙銃自殺した。息子ジョージ・ウィリアム・フランシス・サックヴィルが爵位を継承した。

## 家族
1844年1月18日、エリザベス・サックヴィル＝ウェスト（1818年9月23日 – 1897年4月22日、第5代デ・ラ・ウォー伯爵ジョージ・ジョン・サックヴィル＝ウェストの娘）と結婚、2男2女をもうけた。
- ジョージ・ウィリアム・フランシス・サックヴィル（1852年4月16日 – 1893年3月23日） - 第10代ベッドフォード公爵[1]
- エラ・モニカ・サックヴィル（Ela Monica Sackville、1936年2月2日没） - 生涯未婚[9]
- アーミントルード・サックヴィル（Ermyntrude Sackville、1927年3月22日没） - 1885年3月19日、第4代準男爵サー・エドワード・ボールドウィン・マレット（英語版）（1908年6月29日没）と結婚、子供なし[9]
- ハーブランド・アーサー（英語版）（1858年2月19日 – 1940年8月27日） - 第11代ベッドフォード公爵[9]